# Stenopterapion

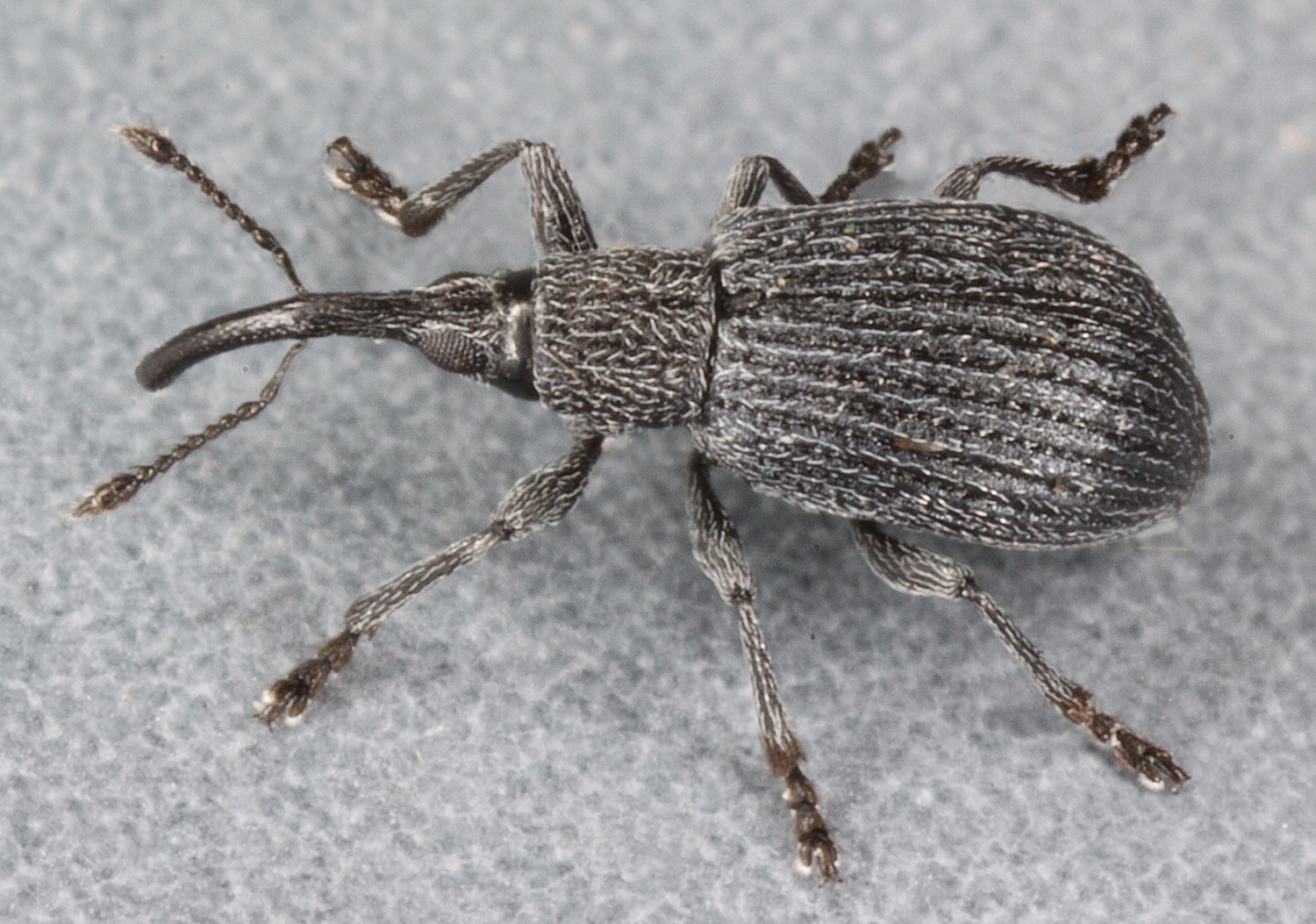
Stenopterapion scutellare

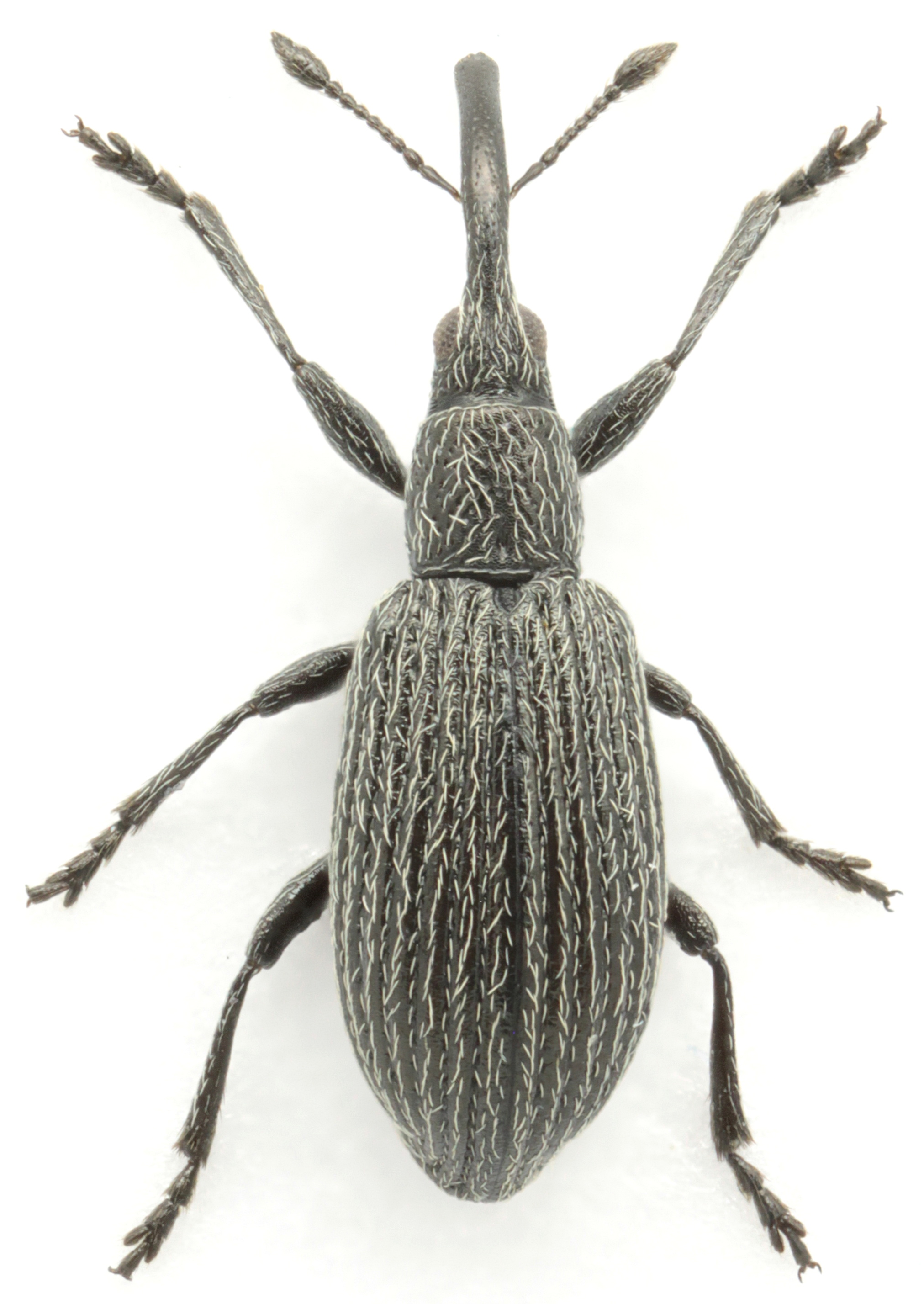
Stenopterapion intermedium

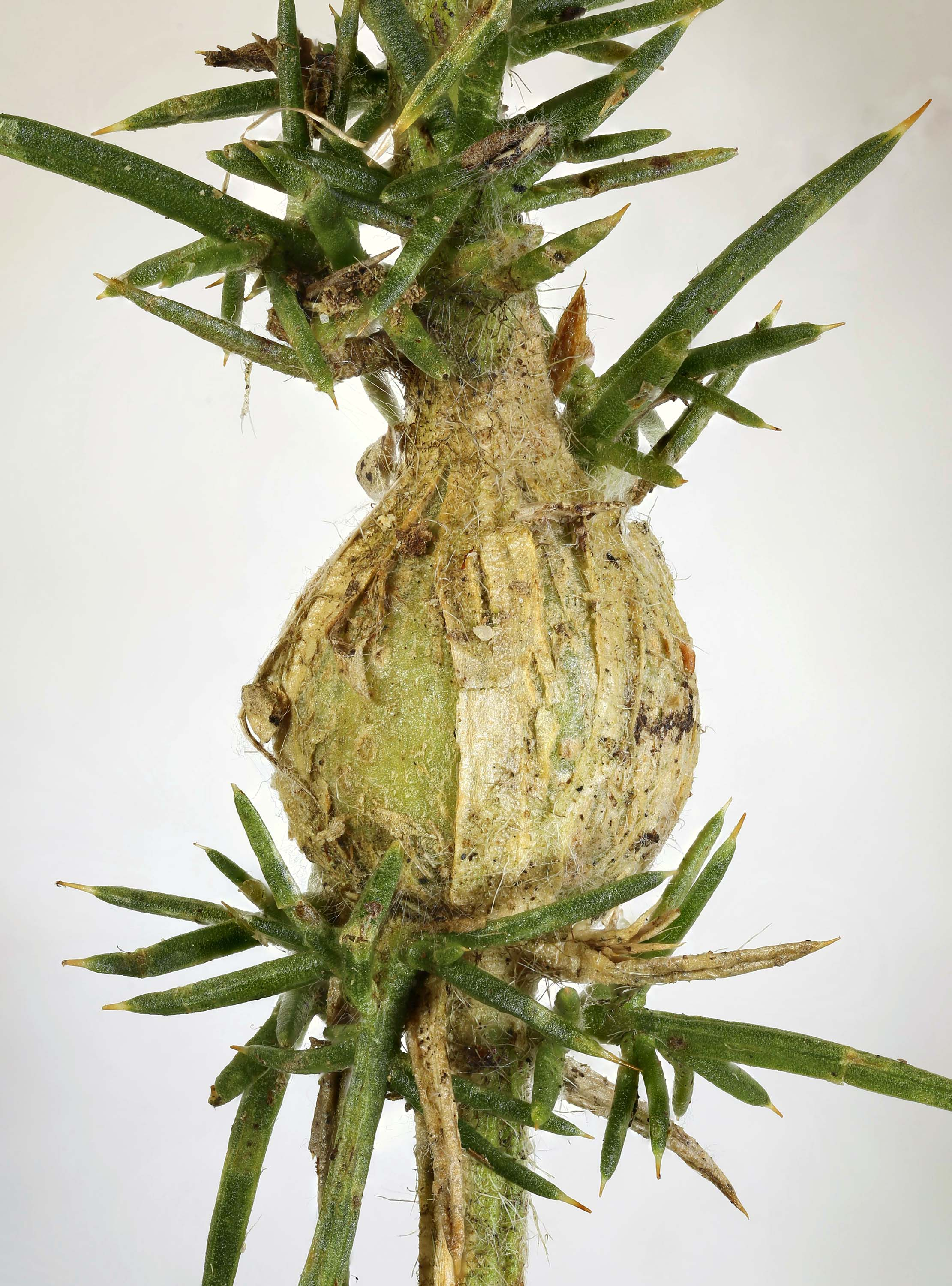
Galas na kolcoliście zaindukowany przez S. scutellare

Stenopterapion – rodzaj chrząszczy z rodziny pędrusiowatych i podrodziny Apioninae. Obejmuje 11 opisanych gatunków. Zamieszkują Palearktykę. Żerują na bobowatych.

## Morfologia
Chrząszcze o ciele długości od 1,6 do 3,6 mm. Ubarwienie mają czarne, czasem z metalicznym lub ołowianym połyskiem na pokrywach. Oskórek porastają nigdzie niezagęszczone włoski (włosowate łuski), na międzyrzędach pokryw formujące po jednym lub dwóch szeregach.
Głowę cechuje płaskie do lekko sklepionego czoło z pięcioma lub sześcioma rowkami, z których boczne są punktowane i owłosione, a jeden lub dwa środkowe łyse i niepunktowane. Krótkie i słabo widoczne kile podoczne nie dochodzą nawet do przednich krawędzi okrągłych, wypukłych oczu. Owalne buławki wieńczące czułki są od 2 do 2,5 raza dłuższe niż szersze. Ryjek jest po szczyt punktowany, u nasady owłosiony, pośrodku lekko rozszerzony, silniej u samca niż u samicy. Na jego spodzie występują zanikające ku tyłowi rowki. U samca długość ryjka wynosi od 1,2 do 1,44 długości przedplecza, a u samicy od 1,3 do 1,77 długości przedplecza.
Tak szerokie jak długie lub nieznacznie szersze niż dłuższe, prawie kwadratowe przedplecze ma słabo zaokrąglone boki, prostą lub lekko ku tarczce wyciągniętą krawędź tylną i bruzdowaty dołek przedtarczkowy. Punktowanie powierzchni przedplecza, z wyjątkiem S. tenue, jest gęste i głębokie. Dłuższa niż szersza tarczka może być prostokątna i opatrzona podłużną bruzdą lub trójkątnawa i pozbawiona bruzdy. Podługowate, od 1,4 do 1,8 raza dłuższe niż razem szerokie pokrywy są najszersze za środkiem i stamtąd ku przeciętnie wykształconym barkom zwężone. Międzyrzędy są dwukrotnie szersze od rzędów, z których to pierwszy, szósty i siódmy są z przodu skrócone. Wyspecjalizowane szczecinki pokryw obecne są tylko w podrodzaju Cobosiotherium. Biodra środkowej pary nie stykają się ze sobą u podrodzaju nominatywnego, stykają zaś u Cobosiotherium. Odnóża mają pazurki z ząbkiem nasadowym. U samca golenie są nieuzbrojone.
Odwłok ma pierwszy z widocznych sternitów od 1,5 do 1,8 raza dłuższy niż drugi, oba niezbyt wypukłe, oddzielone zatartym pośrodku szwem. Piąty widoczny sternit jest na tylnej krawędzi zaokrąglony u samicy i ścięty u samca. Wierzchołkowa listewka samczego pygidium ma pośrodku wcięcie z zakrzywionym wyrostkiem. Genitalia samca mają tegmen o płatach parameroidalnych rozdzielonych wcięciem nieprzekraczającym szczytowych krawędzi poprzecznych okienek, każdy zaopatrzony w od dwóch do sześciu szczecinek makroskopowych w nasadowej części zesklerotyzowanej. Zaokrąglone lub ścięte, pośrodku wystające prostegium łączy się stawowo z wolnym pierścieniem. Spłaszczony, w widoku bocznym umiarkowanie zakrzywiony płat środkowy edeagusa (prącie) ma wierzchołek prosty lub podgięty w widoku bocznym oraz zaokrąglony lub ścięty w grzbietowym. W endofallusie występują gęste ząbki wierzchołkowe oraz pokryta mikroskopowymi kolcami (spikulami) fałda wzmacniająca.

## Ekologia i występowanie
Owady te są fitofagami żerującymi na bobowatych. Podawane są z kolcolistów, koniczyn, lucern, nostrzyków, sparcet, szyplinów i wilżyn. Larwy są endofagiczne i odżywiają się drążąc korytarze w szyjach korzeniowych, łodygach, ogonkach liściowych lub nerwach liści, w części przypadków powodując formowanie się galasów.
Rodzaj palearktyczny. Siedem lub osiem gatunków stwierdzono w Europie, trzy w Afryce Północnej i sześć lub siedem w Azji. Z Polski wykazano trzy gatunki (zobacz: pędrusiowate Polski).

## Taksonomia
Takson ten wprowadzony został w 1923 roku przez Eleméra Bokora jako podrodzaj w obrębie rodzaju Apion. W 1990 roku Miguel A. Alonso-Zarazaga wyniósł go do rangi odrębnego rodzaju i wyznaczył Apion tenue jego gatunkiem typowym. Autor ów wprowadził również podział omawianego taksonu na dwa podrodzaje.  
Do rodzaju zalicza się 11 opisanych gatunków:
- Stenopterapion (Cobosiotherium) Alonso-Zarazaga, 1990
  - Stenopterapion cantabricum (Desbrochers des Loges, 1869)
  - Stenopterapion dubium (Desbrochers des Loges, 1896)
  - Stenopterapion scutellare (W. Kirby, 1811)
  - Stenopterapion subsquamosum (Desbrochers des Loges, 1891)
- Stenopterapion (Stenopterapion) Bokor, 1923
  - Stenopterapion argamani Friedman et Freidberg, 2007
  - Stenopterapion intermedium (Eppelsheim, 1875)
  - Stenopterapion margelanicum (Wagner, 1912)
  - Stenopterapion meliloti (W. Kirby, 1808)
  - Stenopterapion subviolaceum (Desbrochers des Loges, 1908)
  - Stenopterapion tenue (W. Kirby, 1808) – pędruś smukły
  - Stenopterapion volkovitshi (Korotyaev, 1988)